# Melopiano
O melopiano (às vezes confundido com o seu semelhante harmonipiano) é uma espécie de piano construído Luigi Caldera na qual um pedal é acionado, fazendo as notas tocadas não terminarem graças a martelinhos suplementares presos em uma barra oscilante (50 oscilações por segundo), prolongando o som a gosto.